# Duca di Brissac
Il titolo di duca di Brissac, della parìa di Francia, è stato istituito nel 1611 da Luigi XIII a favore di Carlo II di Cossé. Attualmente i duchi di Brissac vivono nel castello di Brissac, vicino ad Angers.

## Storia
Il feudo di Brissac fu acquistato alla fine del XV secolo da Renato di Cossé, nominato da Luigi XII primo panettiere di Francia.
I due figli di Renato di Cossé furono importanti comandanti dell'esercito francese e divennero marescialli di Francia. Il feudo di Brissac venne innalzato a contea nel 1560 e assegnato al figlio maggiore di Renato, Carlo, conte di Brissac, Gran maestro di artiglieria e governatore del Piemonte e della Piccardia. Fu colui che introdusse il violino italiano alla corte francese. Il secondo figlio di Renato, Artus, ricoprì le cariche di Gran Panettiere di Francia e sovrintendente della finanza e si distinse nelle guerre di religione.
Il figlio più giovane di Carlo di Cossé, Carlo II, si schierò dalla parte della Lega cattolica e poi, come governatore militare di Parigi, ne aprì le porte ad Enrico IV di Francia, che lo nominò maresciallo di Francia nel 1594. Il ducato di Brissac fu creato nell'aprile 1611 e fu registrato l'8 luglio 1620 derivato dalla contea di Brissac, a sua volta formata dalla baronia di Brissac, dalle castellanie e signorie di Luygné, Claye e Denée e dalle baronie e signorie di Pouancé, Montjean, La Grésille, La Baste e Montaugibert nel 1561.
Tra i più importanti duchi di Brissac si trova Gian Paolo Timoleone di Cossé-Brissac, settimo duca di Brissac e Gran Panettiere. Fu un generale francese durante il regno di Luigi XV ed è degno di nota per aver guidato l'avanguardia francese nella battaglia di Minden, dopo la quale divenne maresciallo di Francia.
A lui successe il primo figlio, che morì lasciando il titolo al fratello Luigi Ercole Timoleone di Cossé-Brissac, comandante della Guardia costituzionale del re Luigi XVI. Il 9 settembre 1792 venne ucciso durante i massacri di settembre a Versailles a causa della sua devozione al Re: il suo corpo fu fatto a brandelli e la sua testa mozzata. Questa fu avvolta in un panno, trasportata da un contadino al castello di Louveciennes e gettata da una finestra aperta, atterrando nella camera della sua amante, Madame du Barry.
Dopo la morte di Luigi Ercole nel 1792, senza un discendente maschio, il titolo ducale passò ad Agostino Timoleone, il figlio maggiore di Giacinto Ugo Timoleone di Cossé-Brissac, duca di Cossé, il cui padre, Renato Ugo, conte di Cossé, era il terzo figlio di Artus, quinto duca di Brissac. Quando Agostino Timoleone morì nel 1848 il titolo di duca di Brissac venne trasmesso ai suoi discendenti maschi.
L'attuale possessore del titolo ducale è Francesco di Cossé-Brissac, tredicesimo duca di Brissac. L'erede di questo titolo è suo figlio maggiore, Carlo Andrea, marchese di Brissac, che ha un figlio e tre figlie.

## Prima dei duchi
- Renato di Cossé (1460-1540), signore di Brissac e di Cossé, Gran panettiere e Gran falconiere di Francia, cavaliere di San Michele. Acquistò il 26 maggio 1502 il castello e la terra di Brissac da Luigi di Brézé.[1]
- Carlo I di Cossé (1505-1563), figlio del precedente, maresciallo di Francia, signore, e, dal 1560, primo conte di Brissac.
- Timoleone di Cossé (1545-1569), figlio maggiore del precedente, Gran panettiere di Francia e secondo conte di Brissac.
- Carlo II di Cossé (1562-1621), fratello minore del precedente, Gran panettiere di Francia, maresciallo di Francia, terzo conte di Brissac, duca di Brissac dal 1611.

## Lista dei duchi di Brissac
| Nome                                           | Ritratto | Data di nascita | Data di morte | Ducato | Ducato    | Note                                              |
| Nome                                           | Ritratto | Data di nascita | Data di morte | Inizio | Fine      | Note                                              |
| ---------------------------------------------- | -------- | --------------- | ------------- | ------ | --------- | ------------------------------------------------- |
| Carlo II di Cossé                              |          | 1562            | 1621          | 1611   | 1621      |                                                   |
| Francesco di Cossé-Brissac                     |          | 1585            | 1651          | 1621   | 1651      | Figlio del precedente                             |
| Luigi di Cossé-Brissac                         |          | 1625            | 1661          | 1651   | 1661      | Figlio del precedente                             |
| Enrico Alberto di Cossé-Brissac                |          | 1645            | 1698          | 1661   | 1698      | Figlio del precedente                             |
| Artus Timoleone Luigi di Cossé-Brissac         |          | 1668            | 1709          | 1698   | 1702      | Cugino del precedente, abdicò a favore del figlio |
| Carlo Timoleone Luigi di Cossé                 |          | 1693            | 1732          | 1702   | 1732      | Figlio del precedente                             |
| Gian Paolo Timoleone di Cossé-Brissac          |          | 1698            | 1780          | 1732   | 1756      | Fratello del precedente, dimissionario            |
| Luigi Giuseppe Timoleone di Cossé-Brissac      |          | 1733            | 1759          | 1756   | 1759      | Figlio del precedente                             |
| Luigi Ercole Timoleone di Cossé-Brissac        |          | 1734            | 1792          | 1759   | 1792      | Fratello del precedente                           |
| Agostino Timoleone di Cossé-Brissac            |          | 1775            | 1848          | 1814   | 1848      | Cugino del precedente                             |
| Timoleone di Cossé-Brissac                     |          | 1813            | 1888          | 1848   | 1888      | Figlio del precedente                             |
| Francesco di Cossé-Brissac                     |          | 1868            | 1944          | 1888   | 1944      | Nipote del precedente                             |
| Simone Carlo Timoleone Pietro di Cossé-Brissac |          | 1900            | 1993          | 1944   | 1993      | Figlio del precedente                             |
| Francesco di Cossé-Brissac                     |          | 1929            | 2021          | 1993   | 2021      | Figlio del precedente                             |
| Carlo Andrea di Cossé-Brissac                  |          | 1962            | -             | 2021   | in carica | Figlio del precedente                             |